# Quinto Fábio Pictor
Quinto Fábio Pictor foi, segundo James Ussher, o mais antigo escritor romano.
Ele escreveu que a Fundação de Roma ocorreu no ano da oitava olimpíada; com base em que a fundação ocorreu na festa da deusa Pales, Ussher calculou a fundação de Roma na data 10 de abril.
De acordo com a enciclopédia publicada pela Society for the Diffusion of Useful Knowledge, ele era filho de Caio Fábio Pictor, que foi cônsul em 271 a.C. junto de Ogúlnio Galo, neto de Caio Fábio Pictor, que recebeu o cognome Pictor por ter pintado o templo da deusa da saúde, em 304 a.C., e bisneto de Marco Fábio Ambusto, que foi cônsul.
De acordo com William Smith, ele provavelmente foi o pai de Quinto Fábio Pictor, que foi pretor em 189 a.C. e governador da Sardenha.
Após a derrota romana na Batalha de Canas (216 a.C.) [carece de fontes?], Pictor, que era parente de Quinto Fábio Máximo, foi enviado para consultar o oráculo de Delfos; quando os romanos descobriram que duas virgens vestais haviam sido corrompidas, uma foi enterrada viva, de acordo com o costume, e a outra se suicidou.